# Koninkrijk Dalriada

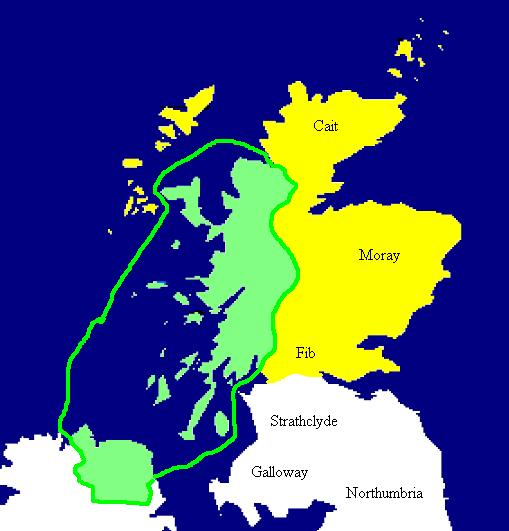
Dalriada (groen) rond zijn hoogtepunt ca. 580–600. De gele gebieden zijn Pictisch.

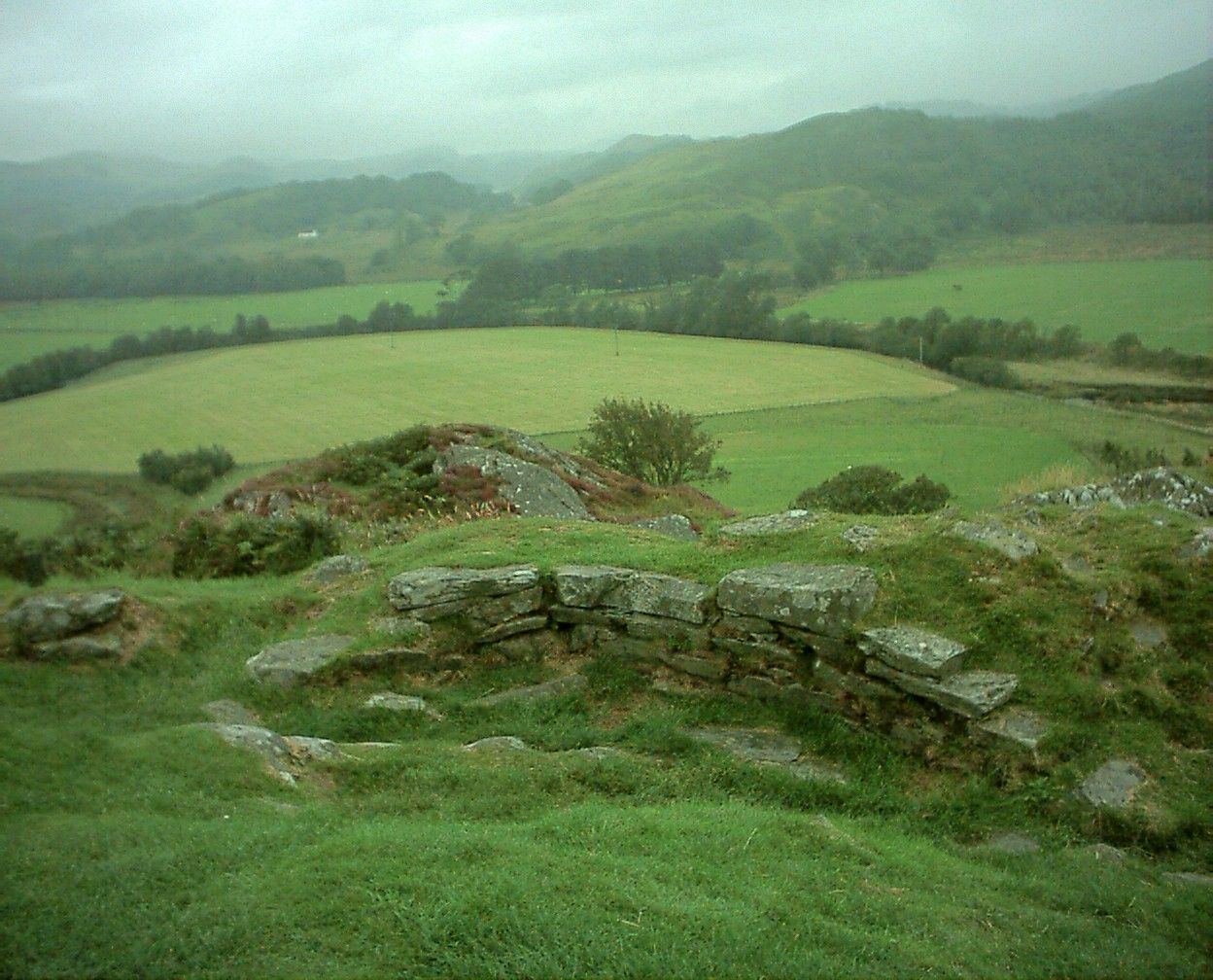
Dunadd

Dalriada, Dál Riata of Dalriata was de naam van het Gaelische koninkrijk dat volgens de overlevering in 498, 22 jaar na de val van het Romeinse Rijk in 476, in een onrustige periode, werd gesticht onder leiding van Fergus Mór mac Eirc. Het lag in het gebied dat nu bekendstaat als Argyll and Bute en Lochaber in Schotland en strekte zich uit naar County Antrim in Ierland. De belangrijkste burcht was Dunadd Fort. Het gebied werd bewoond door Schotten, ofwel Scotti (zoals ze door Latijnse schrijvers werden genoemd). Het koninkrijk werd getolereerd door de toen dominante Picten die waarschijnlijk een andere Keltische taal spraken.
In het begin van de 8e eeuw namen de incidenten tussen de rivaliserende Picten en Schotten snel toe en in 728 ontstond een burgeroorlog onder de Picten. Koning Aengus veroverde in 731 de Pictische troon en verkreeg ook zeggenschap over de Schotten. In 736 vernietigde hij Dalradia en vijf jaar later versloeg hij de Schotten. Het bleef onrustig met in 776 opnieuw oorlog tussen de Picten en de Schotten.

## Referentie
- D. Broun, art. Dál Riata, inM. Lynch (ed.), The Oxford Companion to Scottish History, pp. 161-162.